# Maengsan
Maengsan (kor. 맹산군, Maengsan-gun) – powiat w Korei Północnej, w prowincji P’yŏngan Południowy. W 2008 roku liczył 48 155 mieszkańców. Graniczy z powiatami Nyŏngwŏn od północy, Yodŏk (prowincja Hamgyŏng Południowy) od wschodu, Sin’yang od południa, Pukch’ang od zachodu, a także z miastem Tŏkch’ŏn od północnego zachodu. 86% terytorium powiatu stanowią lasy.

## Historia
Przed wyzwoleniem Korei spod okupacji japońskiej, powiat składał się z 8 miejscowości (kor. myŏn) oraz 85 wsi (kor. ri). W obecnej formie powstał w wyniku gruntownej reformy podziału administracyjnego w grudniu 1952 roku. W jego skład weszły wówczas tereny należące wcześniej do miejscowości Maengsan, Wŏnnam, Tong, Jidŏk, Kaljŏn (wszystkie poprzednio znajdowały się w powiecie Maengsan) i Hyŏngch'ŏn (3 wsie – powiat Yŏnghŭng). Powiat Maengsan składał się wówczas z jednego miasteczka (Maengsan-ŭp) i 26 wsi.

## Podział administracyjny powiatu
W skład powiatu wchodzą następujące jednostki administracyjne:
| Nazwa jednostki administracyjnej | Rodzaj jednostki administracyjnej | Hangul   | Hancha   |
| -------------------------------- | --------------------------------- | -------- | -------- |
| Maengsan-ŭp                      | miasteczko                        | 맹산읍   | 孟山邑   |
| Junghŭng-ri                      | wieś                              | 중흥리   | 中興里   |
| Saemaŭl-ri                       | wieś                              | 새마을리 | 새마을里 |
| Changdong-ri                     | wieś                              | 장동리   | 場東里   |
| Songgwang-ri                     | wieś                              | 송광리   | 松光里   |
| Maehyang-ri                      | wieś                              | 매향리   | 梅香里   |
| Chŏngp'yŏng-ri                   | wieś                              | 정평리   | 貞坪里   |
| Sujŏn-ri                         | wieś                              | 수전리   | 水田里   |
| Sinsang-ri                       | wieś                              | 신상리   | 新上里   |
| Chup'o-ri                        | wieś                              | 주포리   | 朱浦里   |
| Kiyang-ri                        | wieś                              | 기양리   | 岐陽里   |
| Inhŭng-ri                        | wieś                              | 인흥리   | 仁興里   |
| Siŏk-ri                          | wieś                              | 시억리   | 柴億里   |
| Taehŭng-ri                       | wieś                              | 대흥리   | 大興里   |
| P'yŏngji-ri                      | wieś                              | 평지리   | 坪地里   |
| Chisŏng-ri                       | wieś                              | 지성리   | 智城里   |
| Sinhŭng-ri                       | wieś                              | 신흥리   | 新興里   |
| Ryong'am-ri                      | wieś                              | 룡암리   | 龍岩里   |
| Songsan-ri                       | wieś                              | 송산리   | 松山里   |
| Kwanghwa-ri                      | wieś                              | 광화리   | 廣和里   |
| Yangsan-ri                       | wieś                              | 양산리   | 楊山里   |
| Ŭnp'o-ri                         | wieś                              | 은포리   | 銀浦里   |
| P'ungnim-ri                      | wieś                              | 풍림리   | 豊林里   |
| Yusŭng-ri                        | wieś                              | 유승리   | 踰勝里   |
| Ryŏng'un-ri                      | wieś                              | 령운리   | 嶺雲里   |